# Adonisea deserticola
Adonisea deserticola är en fjärilsart som beskrevs av Barnes och Mcdunnough 1916. Adonisea deserticola ingår i släktet Adonisea och familjen nattflyn. Inga underarter finns listade i Catalogue of Life.